# Stan Horne
Stanley Frederick „Stan“ Horne (* 17. Dezember 1944 in Clanfield) ist ein ehemaliger englischer Fußballspieler. Als dunkelhäutiger Sportler galt er in den 1960er-Jahren als ein „Exot“ im englischen Fußball. Er war zu dieser Zeit Teil des Kaders von Manchester City, das in der Saison 1967/68 die englische Meisterschaft gewann.

## Sportlicher Werdegang
Horne wurde ab 1962 bei Aston Villa ausgebildet. Zu ersten sechs Erstligaeinsätzen kam er in der Spielzeit 1963/64 unter Trainer Joe Mercer, davon der erste am 7. Dezember 1963 gegen Leicester City (0:0) sowie die letzten drei Saisonpartien. Es folgten jedoch keine weiteren Bewährungschancen unter Mercers Nachfolger Dick Taylor im Jahr darauf und als Mercer in der Saison 1965/66 neuer Verantwortlicher beim Zweitligisten Manchester City wurde, folgte ihm Horne im September 1965 nach.
Auch bei den „Citizens“ debütierte er gegen Leicester City mit einem Remis (2:2) und bereits in seinem ersten Jahr stieg Horne mit dem neuen Klub als Zweitligameister auf. Dabei kam er in 15 Partien zum Zuge und in der folgenden Erstligasaison 1966/67 verdoppelte er diese Zahl. Seine Position als rechter Außenläufer verlor er dann jedoch an Mike Doyle, so dass sein Beitrag zum Gewinn der englischen Meisterschaft 1968 mit fünf Einsätzen zu gering für den Erhalt einer offiziellen Meistermedaille war. Die sportliche Perspektive war in Manchester nachhaltig eingetrübt und so wechselte er im Februar 1969 nach London zum Zweitligisten FC Fulham.
Die Aufgabe in Fulham war ambitioniert. Unter dem erst im Dezember 1968 installierten neuen Trainer Bill Dodgin war Horne gegen Preston North End (2:1) Teil einer auf vielen Positionen umgestellten Mannschaft. Die zweite Partie ging gegen Bristol City derbe mit 0:6 verloren und am Ende stieg Fulham als Tabellenletzter in die dritte Liga ab – auch im Jahr zuvor hatten die „Cottagers“ den letzten Platz (damals in der ersten Liga) belegt. In der anschließenden Saison 1969/70 blieb der angestrebte Wiederaufstieg unerreicht und in der Folge verlor Horne seinen Stammplatz. Als Fulham das Ziel dann 1971 im zweiten Anlauf bewerkstelligte, war Horne mit neun Einsätzen nur marginal daran beteiligt. Gut zwei Jahre später ging es für ihn im August 1973 dann in die vierte Liga zum FC Chester und vier Monate danach in die darüberliegende dritthöchste Spielklasse zum AFC Rochdale. Dort ließ er bis 1975 seine Karriere ausklingen, wobei er 1974 noch einmal einen Abstieg hinnehmen musste. Zwischendurch war er 1972 bei den St. Louis Stars und 1974 bei den Denver Dynamos auch in der nordamerikanischen NASL aktiv gewesen.
Horne trat im Alter von fast 31 Jahren vom aktiven Profisport zurück und arbeitete fortan im Baugewerbe.